# Биси Сен Мартен
Биси Сен Мартен (фр. Bussy-Saint-Martin) насеље је и општина у Француској у региону Париски регион, у департману Сена и Марна која припада префектури Торси.
По подацима из 2011. године у општини је живело 726 становника, а густина насељености је износила 301,24 становника/km². Општина се простире на површини од 2,41 km². Налази се на средњој надморској висини од метара (максималној 111 m, а минималној 54 m).

## Демографија
| 1962. | 1968. | 1975. | 1982. | 1990. | 2011. |
| ----- | ----- | ----- | ----- | ----- | ----- |
| 170   | 186   | 261   | 317   | 475   | 726   |

График промене броја становника у току последњих година